# Kościół św. Jacka i św. Katarzyny w Odrowążu
Kościół świętego Jacka i świętej Katarzyny – rzymskokatolicki kościół parafialny należący do dekanatu czarneckiego diecezji radomskiej.

## Historia
Obecna świątynia została wzniesiona zapewne w XVI wieku, w latach 1660-1682 została gruntownie rozbudowana, dzięki funduszom Jana Samuela Świderskiego, chorążego parnawskiego i jego małżonki Jadwigi z Dębińskich. Kościół został konsekrowany w 1669 roku przez biskupa Mikołaja Oborskiego. W latach 1896–1897 zostały dobudowane kaplice i kruchta z przodu. W latach 1972 i 1996 świątynia była restaurowana. Kościół jest orientowany, trzynawowy, w formie bazyliki, wybudowany z kamienia.

## Galeria

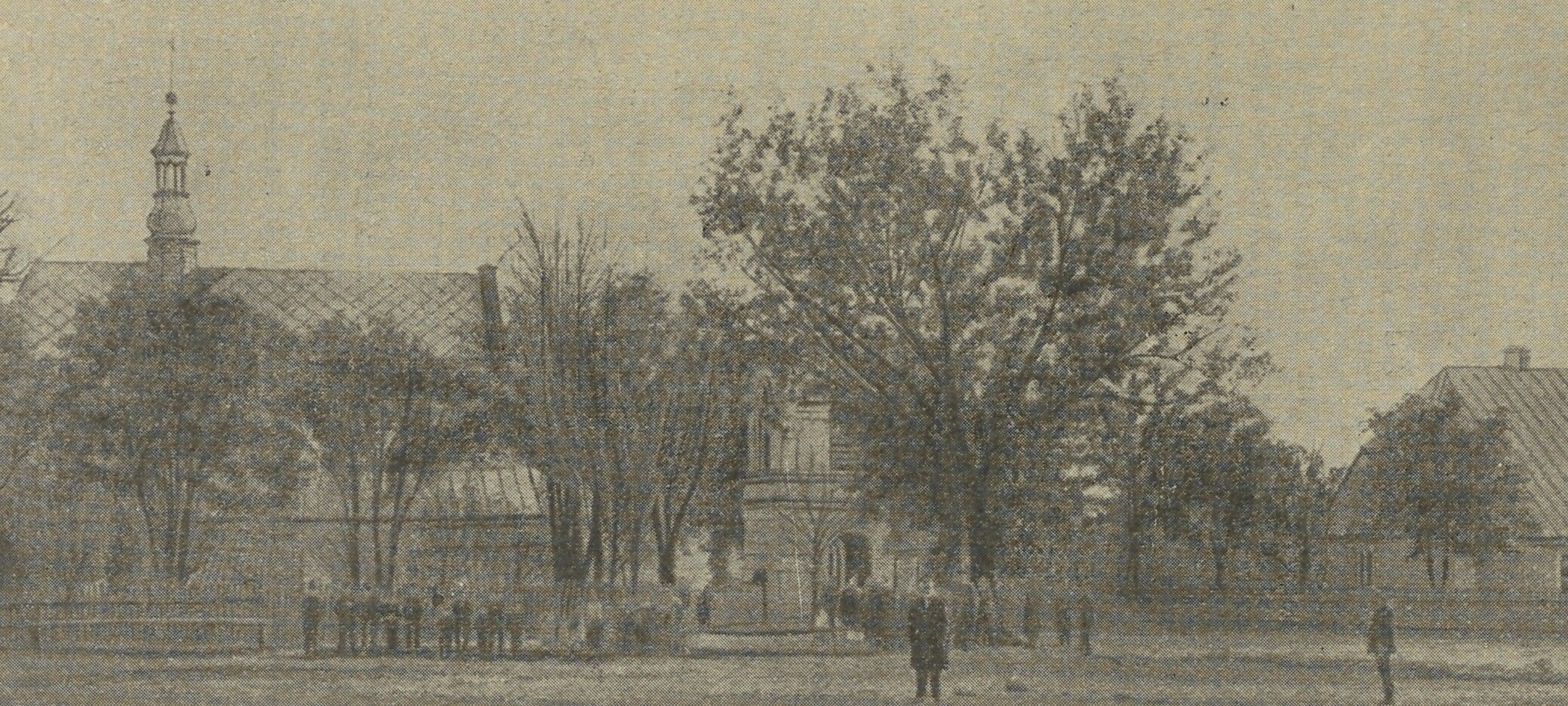
Kościół i otoczenie przed 1913
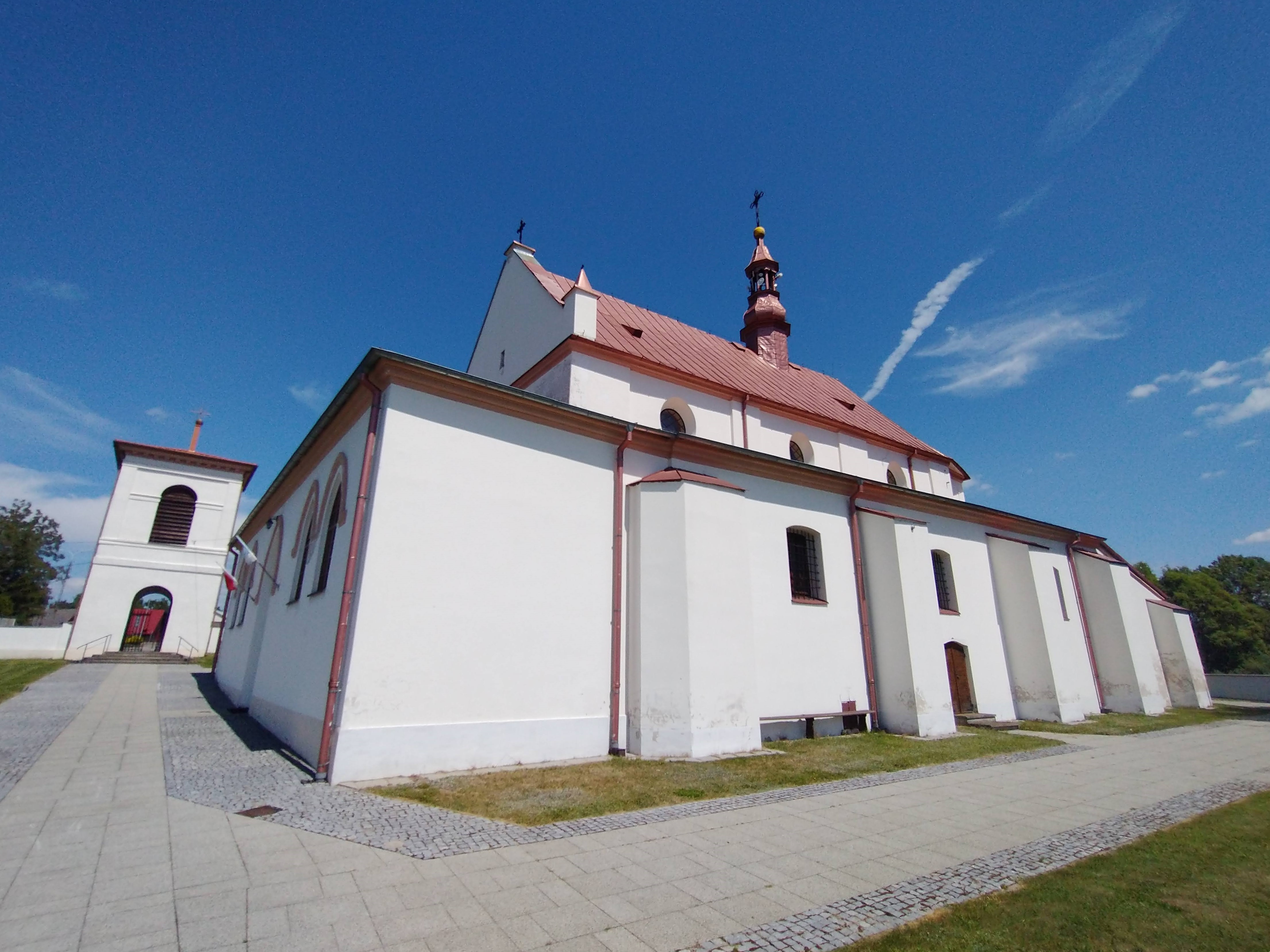
Widok z dzwonnicą
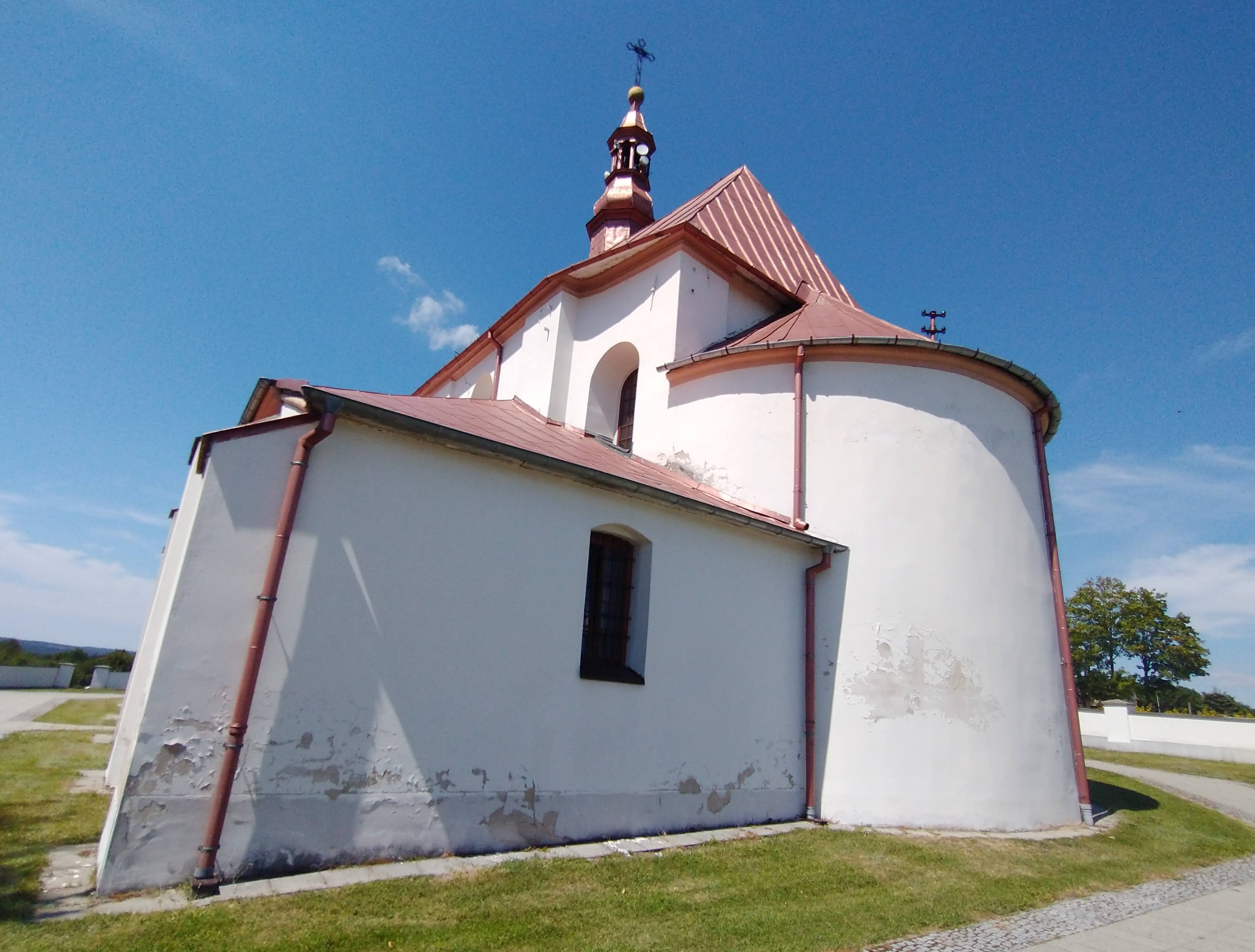
Prezbiterium